# 大觉禅寺 (天津市)
大觉禅寺始建于辽兴宗重熙年间，当地称之为东大寺，免费开放，位于天津市宝坻区天津广播电视大学宝坻分校内，天津市文物保护单位与一般保护等级历史风貌建筑。明、清时，被列为宝坻八景之一的“东寺晓钟”。

## 历史
辽兴宗重熙年间兴建。
1917年，将东西两庑拆除，于此建立宝坻县立女子小学堂。
1924年至1925年间，前部弥陀殿被拆除，辟为小学堂操场。
1986年，宝坻县政府对其进行了简易修缮。
2006年10月16日，成为天津历史风貌建筑。
2013年1月5日，成为天津市文物保护单位。

## 建筑
大觉寺占地面积为15000平方米。现存罗汉堂和十间配房。罗汉堂为单檐庑殿顶，该建筑是一座中国传统的砖木结构建筑，虽经明清两代改造，仍保存有辽代的建筑风格。

## 相关页面
广济寺 (宝坻)
金顶石经幢